# Csömöri-patak
A Csömöri-patak (Forrás-patak) a Szép-hegy-teleptől nyugatra ered, körülbelül 200 méter magasságban. Hossza 14 km, vízgyűjtő területe 34 km². A Szilas-patak vízrendszerének a tagja. Csömör keleti oldalán folyik, délnek tart, majd a települést délről megkerülve nyugat-északnyugati irányban folyik Káposztásmegyerig, amelynek északi határában a szabályozott medrű Mogyoródi-patakba torkollik.
Vizet alig vezet rendszeresen, mert a vízgyűjtő területének egészét kavicsos üledék fedi. Ennek ellenére esős időszakban a fajlagos lefolyása elérheti a 30 l/s km²-t, így a patak vízhozama a 10 m³/s-et is.